# Sulco meckeliano
O sulco meckeliano (ou sulco de Meckel, fossa de Meckel, ou forame de Meckel, ou canal de Meckel) é uma abertura na superfície medial (interna) da mandíbula (mandíbula inferior) que expõe a cartilagem de Meckel.
Mamíferos eutérios modernos (que incluem mamíferos placentários) não possuem um sulco meckeliano.